# Escola El Pilar
L'Escola El Pilar és un edifici de Mataró (Maresme) protegit com a Bé Cultural d'Interès Local. S'hi cursen estudis de nivell Infantil, Primària i Secundària.

## Descripció
Es tracta d'un edifici de planta baixa i dues plantes pis. La composició de la façana mostra un equilibri entre l'horitzontalitat marcada pels ampits dels forjats i la verticalitat de les obertures. L'encert de la composició es mostra també en la claredat dels materials utilitzats: aplicat de pedra al sòcol de la planta baixa, estucat i obra vista.

## Història
L'any 1892 el jove arquitecte Josep Puig i Cadafalch construeix un magnífic edifici de dos cossos i baix a la plaça de Cuba. La iniciativa era del grup de música de l'orquestra "La Popular" que volien dedicar el local a sessions de ball. L'any 1899 l'edifici és modificat i decorat per l'arquitecte Emili Cabanyes que hi aixeca un pis i refà la façana, la sala de ball i el cafè.
L'any 1931, l'Ajuntament adquireix l'edifici que és reformat per l'arquitecte Lluís Gallifa i Grenzner amb el propòsit de dedicar-lo a institut d'ensenyament secundari. Després de la guerra hi resideix l'Acadèmia Cultural Femenina i en els anys seixanta l'institut d'ensenyament secundari dirigit per Alexandre Satorras i Angeleta Ferrer.